# Tutova
Tutova là một xã thuộc hạt Vaslui, România. Dân số thời điểm năm 2002 là 5648 người.